# Farhangia quattuordecimdentata
Farhangia quattuordecimdentata är en loppart som beskrevs av Mardon et Durden 2003. Farhangia quattuordecimdentata ingår i släktet Farhangia och familjen Stivaliidae. Inga underarter finns listade i Catalogue of Life.